# Le Voyage de Simon Morley
Le Voyage de Simon Morley (titre original : Time and Again) est un roman de science-fiction de l'écrivain américain Jack Finney, paru en 1970.

## Résumé
Simon Morley travaille dans la publicité à New York City lorsqu'il est recruté pour participer à un projet secret du gouvernement consistant à voyager dans le temps. Au lieu d'utiliser une machine de haute technologie, les participants s'immergent dans la culture et l'histoire d'une époque particulière et voyagent ensuite sous hypnose ou auto-hypnose. 
Morley se retrouve dans le New York de 1882.

## Prix et distinctions
Le Voyage de Simon Morley reçoit le grand prix de l'Imaginaire du meilleur roman étranger en 1994.

## Suite
Dans Le Balancier du temps (From Time to Time, 1995), Jack Finney reprend le personnage de Simon Morley pour une mission le menant en 1912.

## Critiques spécialisées
- Philippe Curval, Magazine littéraire, no 310, 1993
- Amhan, collection « Planète à vendre », no 17/42, 1993
- Éric Vial, Galaxies (revue), no 17, 2000
- Claude Ecken, Le Bélial', coll. « Bifrost » (revue), no 20, 2000.
- Dans la postface de son livre 22/11/63, Stephen King adresse ses remerciements à Jack Finney, à qui il comptait dédier son livre, avant que la naissance de sa petite-fille ne modifie son choix.

## Éditions françaises
Le Voyage de Simon Morley de Jack Finney, traduit de l'américain par Hélène Collon, a connu plusieurs éditions françaises :
- Denoël, collection Présences, 1993  (ISBN 2-207-24049-5) (BNF 35568342) ;
- Denoël, collection Lunes d'encre, 2000  (ISBN 2-207-25085-7) ;
- Denoël, collection Lunes d'encre, 2015  (ISBN 978-2-207-12499-4).
- Gallimard, collection Folio SF, 2017 no 589  (ISBN 978-2-072-73122-8).